# كارول كار
كارول كار (بالإنجليزية: Carol Carr)‏ هي ناشِطة أمريكية، ولدت في 1939.